# À une Passante
À une Passante est un poème de Charles Baudelaire. Publié dans la revue L'Artiste en 1855, il a été recueilli dans la deuxième édition des Fleurs du mal (1861). Le poète, par l'écriture, ralentit et développe l'émotion fulgurante qu'il a ressentie. Cela étant, il éternise également un moment éphémère.
Le poème fait partie de la section Tableaux parisiens dans la seconde édition du recueil (1861). Il s'agit du poème no 93 (XCIII).

## Texte du poème
La rue assourdissante autour de moi hurlait.

Longue, mince, en grand deuil, douleur majestueuse,

Une femme passa, d'une main fastueuse

Soulevant, balançant le feston et l'ourlet ;

Agile et noble, avec sa jambe de statue.

Moi, je buvais, crispé comme un extravagant,

Dans son œil, ciel livide où germe l'ouragan,

La douceur qui fascine et le plaisir qui tue.

Un éclair... puis la nuit ! — Fugitive beauté

Dont le regard m'a fait soudainement renaître,

Ne te verrai-je plus que dans l'éternité ?

Ailleurs, bien loin d'ici ! trop tard ! jamais peut-être !

Car j'ignore où tu fuis, tu ne sais où je vais,

Ô toi que j'eusse aimée, ô toi qui le savais !

## Forme
Utilisant la forme du sonnet, le poème la modifie néanmoins ; les rimes des deux quatrains sont différentes, et le thème qu'ils explorent déborde sur le premier hémistiche du premier vers du premier tercet, au lieu de s'interrompre à la rupture conventionnelle entre quatrains et tercets. Par ailleurs, les nombreux enjambements poursuivent cette dérégulation de la forme poétique classique du sonnet. La forme bouleversée fait écho au bouleversement du poète.
Dans les deux quatrains, le poète développe les circonstances et le moment de la rencontre.
Le premier vers place le cadre spatial de la rencontre, personnifié afin de mettre en valeur son hostilité, soulignée par les sonorités ou et r, placés dans une disposition de chiasme encerclant le poète (« La rue assourdissante autour de moi hurlait ») ; et l'existence des hiatus entre U et A dans rue assourdissante et OI et U dans moi hurlait. À partir du deuxième vers du premier quatrain et jusqu'au premier vers du deuxième quatrain, le poète fait le portrait de la femme. Il dépeint enfin sa réaction. Grammaticalement parlant, on note l'utilisation de l'indéfini (« Une femme », ici employé avec des épithètes détachées pour mettre en valeur le groupe nominal) mettant en relief l'anonymat, le passé simple (qui souligne l'éphémère), et le terme « passa » faisant écho au titre du poème.
Dans les tercets, le poète s'adresse à la passante qui n'est plus là et développe ses émotions, ses réactions et ses regrets.
L'énonciation change, avec des apostrophes associées à un tutoiement de la passante. L'usage du passé composé souligne le fait que l'événement décrit a toujours un effet dans le présent. Le présent d'énonciation éternise la rencontre. Enfin, le conditionnel passé deuxième forme « que j'eusse aimé » rappelle ce qui n'a pas eu lieu dans le passé.

## Étude

### Une rencontre fulgurante
Le thème de la première rencontre est particulièrement conventionnel, à cela près que cette première rencontre est ici également la dernière. De plus, celle-là présente l'intérêt de se dérouler dans la rue, dans un cadre urbain.
Peut-on vraiment parler de « rencontre », ici ? 
Ou alors rencontre fulgurante: quelques secondes où la passante n'a été qu'entrevue.
Le temps d'émouvoir le poète, et la jeune femme n'est plus là.
Et c'est là que commence le rêve baudelairien, toujours face à une absence, au passé proche ou lointain.
La femme, absente, peut alors être idéalisée.
Finalement l'auteur ne put rien faire alors que les sentiments étaient présents, les deux ames sœurs continuèrent leur route sans jamais se revoir malgré ces sentiments.

### Fascination
La passante est bâtie sur des antithèses et des oxymores. On note l'opposition entre le champ lexical du mouvement et celui de l'immobilité (la dureté de la pierre censée composer la « statue » est mise en relief par l'allitération en t du vers 5). L'attraction du poète s'oppose au champ lexical du mal. La passante fait disparaître le cadre bruyant évoqué au vers 1. L'attraction du poète est mise en valeur par la métaphore de l'éclair. Les yeux de la passante sont analysés comme miroir de l'âme. La fluidité du passage de la passante est exprimée par l'allitération en liquides, nasales et sifflantes du vers 4, de même que l'harmonie est mise en valeur par l'équilibre « Soulevant / balançant / le feston / et l'ourlet ». La passante exprime l'idéal baudelairien (« Le beau est toujours bizarre »).

### Fuite
Le vers 12 marque une gradation, amplifiée par une symétrie entre les hémistiches (l'emploi de l'italique met « jamais » en valeur).
Ailleurs / bien loin d'ici // Trop tard / jamais peut-être !
Le dernier vers marque une invocation. L'avant-dernier vers fait écho par un chiasme au croisement des chemins.
Car *j*'ignore où tu fuis, tu ne sais où *je* vais.

## Genèse et variations d'un mythe littéraire
- Gérard de Nerval, « Une allée du Luxembourg », Odelettes, 1832.
- Petrus Borel, « Dinah, la belle Juive », Champavert, contes immoraux, 1834.
- Hégésippe Moreau, « L'apparition », Le Myosotis, 1838.
- Alfred de Musset, « Une bonne fortune », Poésies nouvelles 1836-1852.
- Tristan Corbière, « Bonne fortune et fortune », Les Amours jaunes, 1873.
- Jules-Amédée Barbey d'Aurevilly, « La vengeance d'une femme », Les Diaboliques, 1874.
- Auguste Villiers de l'Isle-Adam, « L'inconnue », Contes cruels, 1883.
- Guy de Maupassant, « L'inconnue », Monsieur Parent (1882).

— « Allouma », La Main gauche (1889).
- Jules Laforgue, « Complainte de la bonne défunte », Les Complaintes, 1887.
- Remy de Gourmont, « Les fugitives », Histoires magiques. Mercure de France, 1894.

— « Fin de promenade », D'un pays lointain. Mercure de France, 1897.
- Georges Rodenbach, Bruges-la-Morte, 1892.

— Le Rouet des brumes, 1901.
- Émile Nelligan, « La passante » (1899), Poésies complètes. Montréal et Paris, Fides, 1952.
- Wilhelm Jensen, Gradiva, fantaisie pompéienne (1903). Trad. J. Bellemin-Noël, Gallimard, coll. « Folio essais », 1991.
- Georg Trakl, « À une passante » (1909), Poèmes I. Paris, « GF », 2001 (trad. J. Legrand).
- Valery Larbaud, A. O. Barnabooth, ses œuvres complètes. Paris, Gallimard, 1913.

— Fermina Márquez. Paris, Fasquelle, 1915.
— « Lettre de Lisbonne à un groupe d'amis », Jaune bleu blanc. Paris, Gallimard, 1927.
- Guillaume Apollinaire, « Rosemonde », Alcools. Paris, Mercure de France, 1913.
- Marcel Proust, À la recherche du temps perdu. Paris, Gallimard, passim.
- Eugène Marsan, Passantes. Paris, Le Divan, 1923.
- André Breton, « L'Esprit nouveau », Les Pas perdus. Paris, Gallimard, 1923.

— Nadja. Paris, Gallimard, 1928.
— Les Vases communicants. Paris, Gallimard, 1932.
— L'Amour fou. Paris, Gallimard, 1937.
- Louis Aragon, Le Paysan de Paris. Paris, Gallimard, 1926.

— La Défense de l'infini. Paris, Gallimard, 1997.
- Léon Deubel, « À une passante », Poèmes 1898-1912. Paris, Mercure de France, 1939.
- Philippe Soupault, Les Dernières Nuits de Paris. Paris, Calmann-Lévy, 1928.
- Henri Thomas, « Innocence », Travaux d'aveugle (1941).
- Marcel Lecomte, L'accent du secret. Paris, Gallimard, 1944.

— Le Suspens. Paris, Mercure de France, 1971.
— Les Minutes insolites. Cognac, Le Temps qu'il fait, 1981.
- Pierre Jean Jouve, « Rue Mazarine », La Vierge de Paris (1939-1944). Paris, Mercure de France.
- André Pieyre de Mandiargues, « Le passage Pommeraye », Le Musée noir (1946).

— Tout disparaîtra. Paris, Gallimard, 1987.
— passim.
- Pierre Bettencourt, L'Intouchable (1953).
- Paul Morand, Hécate et ses chiens (1954).
- René Char, « Madeleine qui veillait », Recherche de la base et du sommet. Paris, Gallimard, 1955.

— passim.
- Joseph Kessel, La Passante du Sans-Souci. Paris, Gallimard, 1936.

— La Passante du Sans-Souci, film de Jacques Rouffio d'après J. Kessel, 1981.
- Marguerite Duras, Le Marin de Gibraltar (1952). Paris, Gallimard, « Folio », 1977.
- Louis Dubrau, Les Passantes, nouvelles. Bruxelles, La Renaissance du Livre, 1958.
- Pierre Béarn, Passantes. Paris, Au Zodiaque, 1964.

— Passantes II. Rougerie, 1966.
— Passante, Éditions du Castor Astral, coll. « Phoenix », no 4, 1975.
— Passantes III. Grassin, 1979.
- Léo Ferré, « À une passante » (poème de Baudelaire, in Léo Ferré chante Baudelaire), 1967.

— « Les Passantes », in Amour Anarchie, 1970.
- Georges Brassens, « Les Passantes » (poème d'Antoine Pol), 1970.
- André Hardellet, Lady Long Solo. Pauvert, 1971.
- Michel Deville, La Femme en bleu, film, 1972.
- Paul Nizon, L'Année de l'amour (1981). Arles, Actes Sud, 1985 (trad. de J.-L. de Rambures).
- Denis Roche, Prose au-devant d'une femme. Paris, Fourbis, 1988.
- Jacques Sternberg, Histoires à dormir sans vous. Paris, Denoël, 1990.

— Histoires à mourir de vous. Paris, Denoël, 1991.
- Philippe Mikriammos, Passantes. Paris, Fourbis, 1990.
- Louis Calaferte, La Mécanique des femmes (1992). Paris, Gallimard, « Folio », 1994.
- Jean-Marie Barnaud, Passage de la fuyante. Chambon-sur-Lignon, Cheyne éditeur, 1994.
- Pierre Pelot, La Passante. Paris, Flammarion, 1999.
- Gérard Farasse, Belles de Cadix et d'ailleurs. Cognac, Le Temps qu'il fait, 2004.

- « Transports amoureux » : rubrique dans le carnet du quotidien Libération.

## Sur le poème et sur le mythe de la passante
- Sigmund Freud, Le délire et les rêves dans la Gradiva de W. Jensen (1907). Nouvelle trad. B. Féron, Gallimard, 1985.
- Walter Benjamin, Charles Baudelaire un poète lyrique à l'apogée du capitalisme (trad. Jean Lacoste). Paris, Petite Bibliothèque Payot, 1982.

— Paris capitale du XIXe siècle. Le Livre des passages (trad. Jean Lacoste). Paris, Cerf, 1989.
- Yves Bonnefoy, L'Improbable et autres essais (1980). Gallimard, "Idées", 1983.
- Marc Augé, Un ethnologue dans le métro. Paris, Hachette, 1986.
- Jérôme Thélot, Baudelaire. Violence et poésie. Paris, Gallimard, 1992.
- La Rencontre. Figures du destin. Paris, Autrement, série "Mutations", no 135, février 1993.
- Claude Leroy, Le mythe de la Passante de Baudelaire à Mandiargues. Paris, PUF, coll. "Perspectives littéraires", 1999.